# Musée des transports urbains, interurbains et ruraux

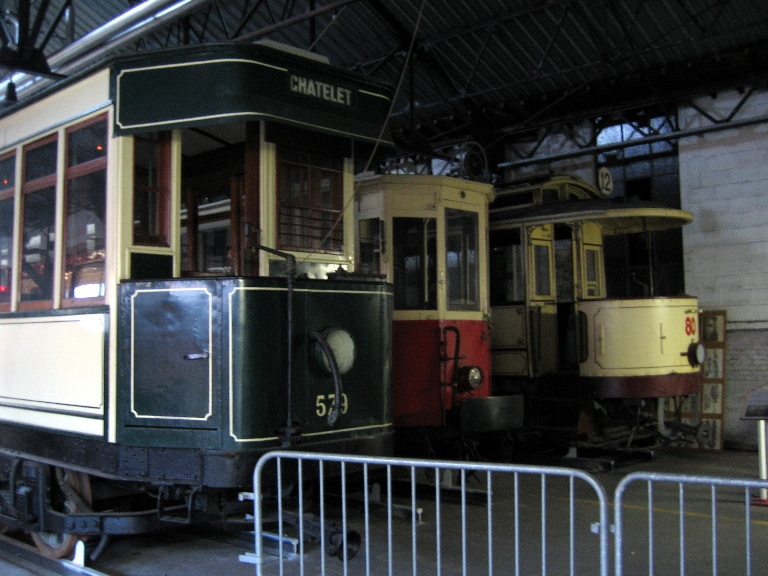
Musée des transports urbains, interurbains et ruraux.

Musée des transports urbains, interurbains et ruraux är ett transportmuseum i Chelles utanför Paris. Det grundades 1964. Museet har främst fordon från Paris kollektivtrafik men även fordon från andra franska städer. Museet ligger vid stationen Chelles–Gournay på linje E, cirka 25 min från järnvägsstationen Magenta i centrala Paris.

## Bilder

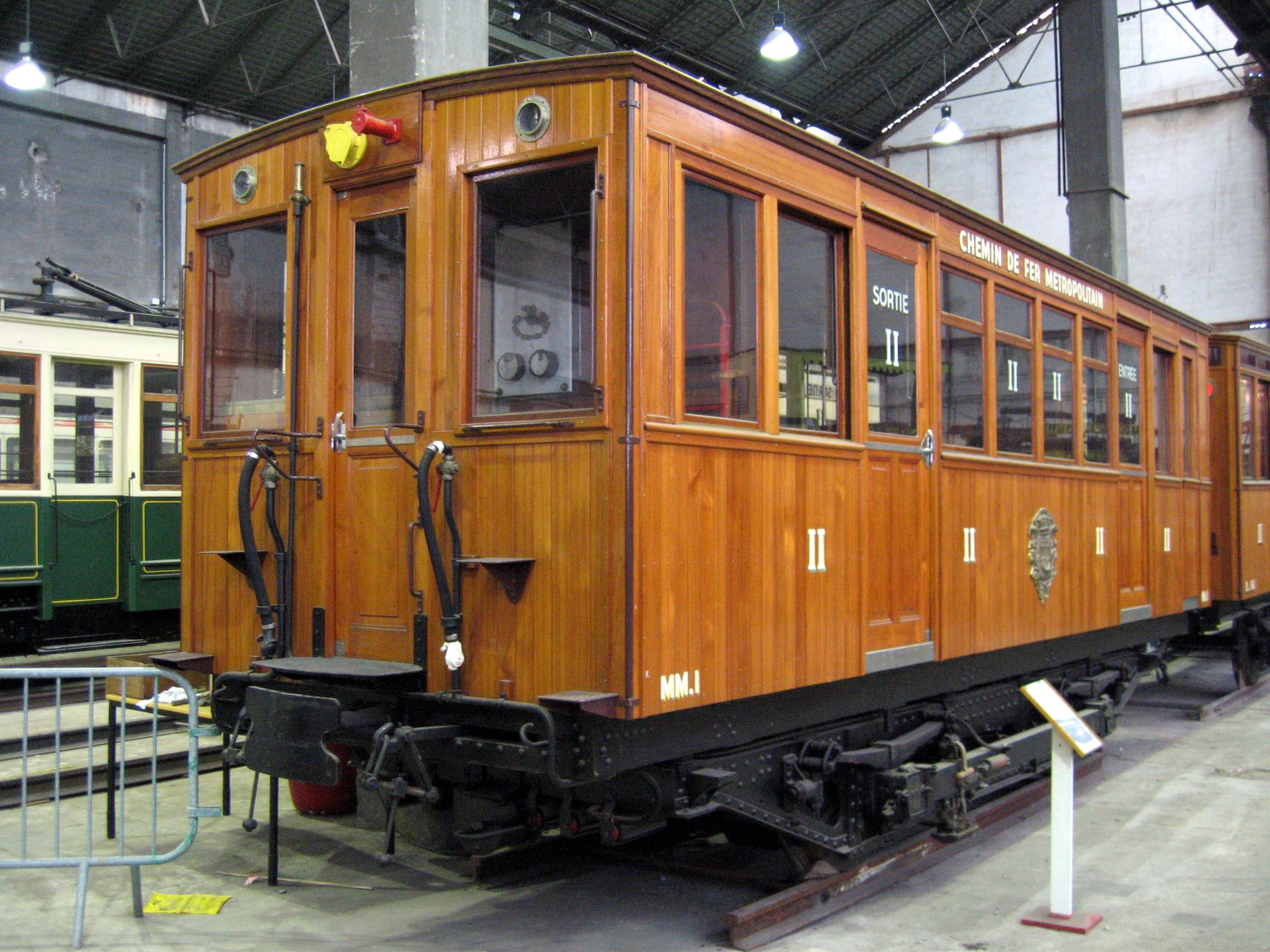
Metrovagn.
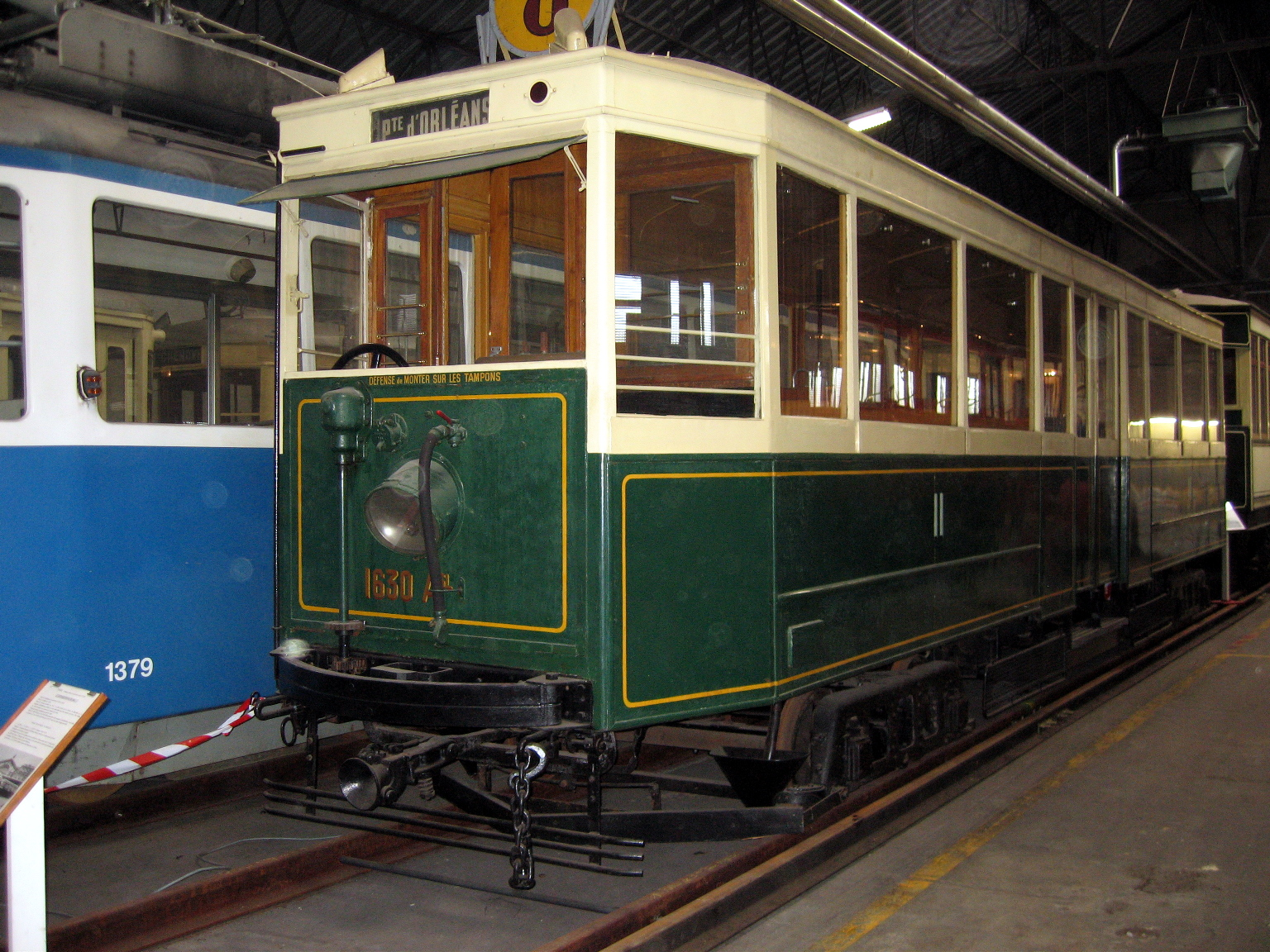
Spårvagn.